# Yser-Front

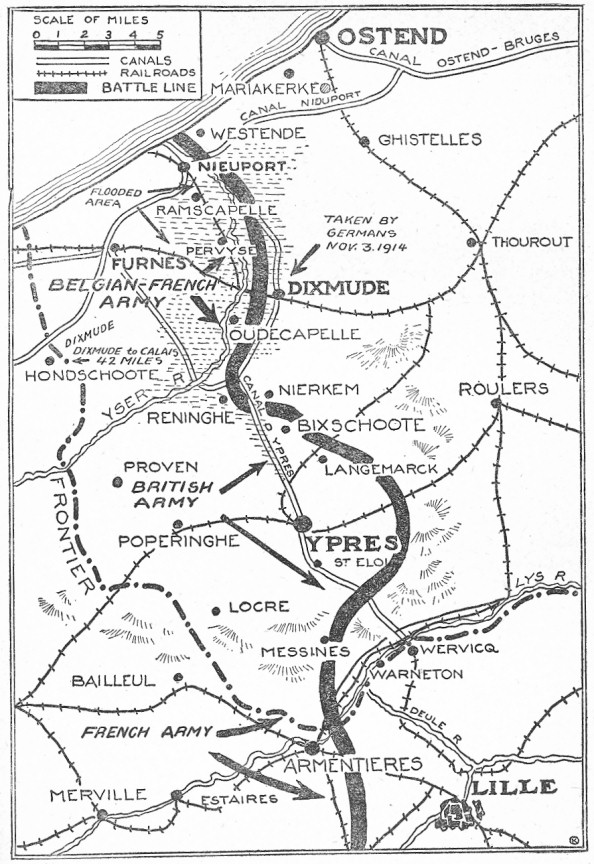
Frontverlauf in Flandern 1914

Die Yser-Front (fr.: Front de l'Yser, ndl.: Front aan de IJzer) war von 1914 bis 1918 ein Teil der Westfront während des Ersten Weltkriegs. Sie wurde von belgischen Truppen gegen die Deutschen verteidigt und schützte einen kleinen Teil Belgiens (Yser-Gebiet) vor der Besetzung. Hart umkämpft wurde die Front in der Schlacht an der Yser als Teil der Ersten Flandernschlacht im Herbst 1914.

## Vorgeschichte
Die belgischen Truppen von anfangs etwa 200.000 Mann leisteten gegen den deutschen Einmarsch massiven Widerstand. Sie konnten den Festungsring Lüttich eine Zeitlang halten, bis die Deutschen mit der Dicken Bertha ab dem 15. August 1914 ein festungsbrechendes Geschütz einsetzten. Überschattet wurde die erste Phase des deutschen Einmarsches von Übergriffen auf die Zivilbevölkerung und Kriegsverbrechen wie die Zerstörung von Löwen (vgl. Rape of Belgium).
Am 24. August fiel die Festung Namur; am 10. Oktober kapitulierte Antwerpen. Die Armee zog sich hinter den Fluss Yser zurück. Westlich davon in Westflandern lag ein kleines Gebiet unbesetztes Belgien, das an die Kanalküste grenzte. König Albert I. und die Militärführung entschlossen sich, ihre Truppen möglichst intakt zu halten und nicht an alliierten Offensiven gegen deutsche Stellungen teilzunehmen. Ihr Ziel war es, die Yser-Front bis zum Kriegsende zu halten.

## Yserschlacht
In der Yserschlacht im Oktober/November als Teil der ersten Flandernschlacht war die Front hart umkämpft. Südlich der belgischen Stellungen bei Ypern lag das britische Expeditionskorps. Die 10. französische Armee schützte die Gegend um La Bassée. Seit Mitte Oktober kam es an allen drei Frontabschnitten zu schweren Kämpfen.
Die deutsche Armee wollte an der Yser zwischen Ypern und Nieuwpoort durchbrechen. Die belgischen Truppen, die von britischen Kriegsschiffen unterstützt wurden, erlitten schwere Verluste. Ein Durchbruch des deutschen III. Reserve-Korps schien bevorzustehen und die belgischen Truppen mussten sich zurückziehen, als es den Deutschen am 24. Oktober gelang, den Fluss zu überqueren. Durch die am 29. Oktober 1914 von den Belgiern ausgelösten Überflutungen wurde das Ysertal unter Wasser gesetzt, was die Deutschen am 2. November endgültig zum Zurückgehen auf das rechte Ufer des Flusses zwang. Bis zum 10. November waren Nieuwpoort und Diksmuide noch umgekämpft. Mit französischer Unterstützung konnten die Belgier Nieuwpoort halten, während Diksmuide an die Deutschen fiel. In der Schlacht erlitten die Belgier 18.500 Mann Verluste, darunter waren 3000 Gefallene.

## Stellungskrieg
Nach der Schlacht an der Yser begann für die belgische Armee der Stellungskrieg.
Der erste Kriegswinter war für die Armee hart, weil sie auf einen langen Krieg nicht vorbereitet war. Durch eine Impfung der Truppen wurde eine Typhusepidemie verhindert. Da die deutsche Armee ähnliche Probleme mit Kälte, Nässe und allgemein schlechten Lebensbedingungen hatten, stellte sie vorübergehend ihre Angriffe ein.
Bei den belgischen Truppen wurden im Juni 1915 die auffälligen blauen Uniformen durch solche in Khakifarben ersetzt. Im Jahr 1915 wurden die Truppen um 34.000 Mann verstärkt. Die Soldaten wurden im unbesetzten Teil des Landes und unter Auslandsbelgiern rekrutiert. Insgesamt wurden während des Krieges 60.000 Mann einberufen. Hinzu kamen 32.000 Freiwillige. Kurz vor der Befreiung zählte die Armee noch 168.000 Mann. Während des Krieges wurden etwa 25.000 bis 30.000 junge Belgier aus dem besetzten Teil des Landes über die niederländische Grenze gebracht, damit sie sich der Armee anschließen konnten.
Hinter der Front wurden vier Feldlazarette eingerichtet. Während die Gefahr, im Kampf zu sterben, im Vergleich mit anderen Fronten relativ gering war, waren die Zivilbevölkerung des freien Gebietes und die Soldaten von Krankheiten bedroht. An Epidemien starben dort etwa 40.000 Menschen.
Insgesamt starben während des Krieges 40.000 belgische Soldaten. Im Jahr 1914 mit seinem Bewegungskrieg fielen davon 31,7 %, im Jahr 1915 waren es 13,7 %, im Jahr 1916 8,5 %, im Jahr 1917 waren es 9,7 % und 1918 waren es 31,1 %. Die größten Verluste gab es demnach bei der Besetzung und der Befreiung des Landes. Der Anteil der Toten war unter den belgischen Truppen (11,1 %) niedriger als in anderen Staaten (Frankreich 17,6 %, Deutschland 14 %, Italien 13,4 %, Großbritannien 13 %).
Neben belgischen Truppen kämpften an der Yser-Front auch Truppen anderer Staaten und aus belgischen Kolonien. Die dortigen Einheiten kamen aus fünfzig Ländern oder Gebieten.

## Kriegsmüdigkeit und innere Spannungen
Die belgischen Soldaten waren die einzigen unter den kriegsführenden Nationen, die wegen der deutschen Besetzung ihres Landes keinen Heimaturlaub erhielten. Der Postverkehr nach Belgien über die Niederlande funktionierte trotz Zensur einigermaßen. Dennoch war die Trennung und die Sorge um die Familien für die Soldaten bestimmend für ihren Alltag. Nur durch die Befreiung des Landes hatten die Soldaten Hoffnung ihre Verwandten wieder zu sehen. Dies war eine Hauptantriebskraft für das weitere Kämpfen. Im Gegensatz dazu konnten Soldaten anderer Länder nur beim Abbruch der Kämpfe auf eine Rückkehr in die Heimat hoffen.
Die Kriegsbegeisterung der ersten Zeit verschwand recht schnell zugunsten eines Durchhaltenwollens und eines offenbar ausgeprägten Pflichtbewusstseins. Der Kriegspatriotismus ließ mit der Zeit nach und die Zahl der Desertionen stieg an. Die festgefahrene militärische Situation, aber auch der Mangel an Nahrungsmitteln führten 1917 zu einer ausgeprägten Kriegsmüdigkeit.
Auch gab es seit dieser Zeit Spannungen zwischen den niederländisch- und den französischsprechenden Soldaten. Hintergrund war unter anderem das Gefühl der Benachteiligung von Seiten der Flamen in einer von überwiegend französischsprechenden Offizieren dominierten Truppe, obwohl 1913 offiziell für die Armee die Zweisprachigkeit verfügt worden war. Der Aufstieg oder bestimmte begehrte Dienstposten waren noch immer Französischsprechenden vorbehalten. Dies erschien umso ungerechter, weil die Flamen über 64 % der Soldaten stellten, während sie in der belgischen Bevölkerung insgesamt etwa 55 % ausmachten. Es bildete sich die Frontbeweging, die die Aufstellung nach Sprachen getrennter Regimenter forderte. Die Yser-Front wurde später zum Gründungsmythos der flämisch-nationalen Bewegung der Nachkriegszeit. Dabei stellte die Frontbeweging die Loyalität zu Belgien keineswegs in Frage, im Gegenteil. Von Defätismus oder gar von einer Kollaboration mit den Deutschen konnte keine Rede sein. Der über 80 Meter hohe Yserturm wurde 1930 als nationales Denkmal (flämisch IJzertoren) errichtet.

## Bedeutung
Für den Anspruch auf Fortdauern der staatlichen Souveränität war es von erheblicher Bedeutung, dass die Belgier den unbesetzten Rest des Landes behaupteten. Der König blieb auch deshalb bis Kriegsende an der Front, während das belgische Parlament in das französische Le Havre geflohen war. Albert I. weigerte sich bis Kriegsende, die belgischen Truppen durch große alliierte Offensiven aufs Spiel zu setzen.